# Transportverzekering
Een transportverzekering is een schadeverzekering die samenhangt met de risico's van transport en reizen.
Transportverzekeringen zijn voornamelijk allerlei verzekeringen die samenhangen met het professionele transport, zoals de verzekering van schepen, lading en aansprakelijkheid van de vervoerder.
Ook particulieren kunnen een transportverzekering afsluiten, zoals een reisverzekering en de verzekering van een pleziervaartuig.

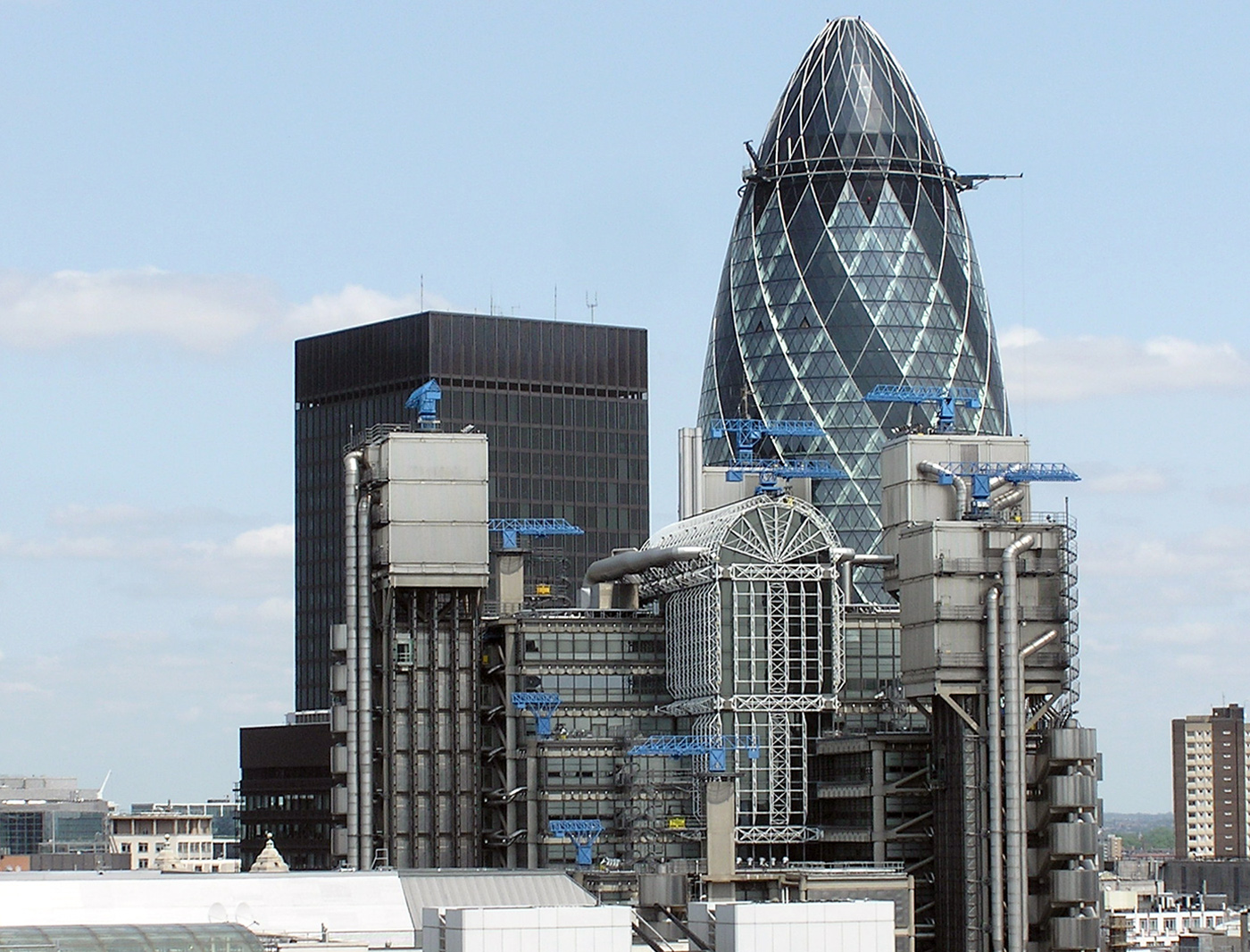
Gebouw van de Lloyd's of London, een belangrijke verzekeringsmarkt voor transportverzekeringen

Door het internationale karakter van transportverzekeringen zijn vaak de bepalingen in de Britse wet of Britse verzekeringen bepalend voor de verzekeringen in andere landen.

## Verzekering van binnenvaartschepen in Nederland

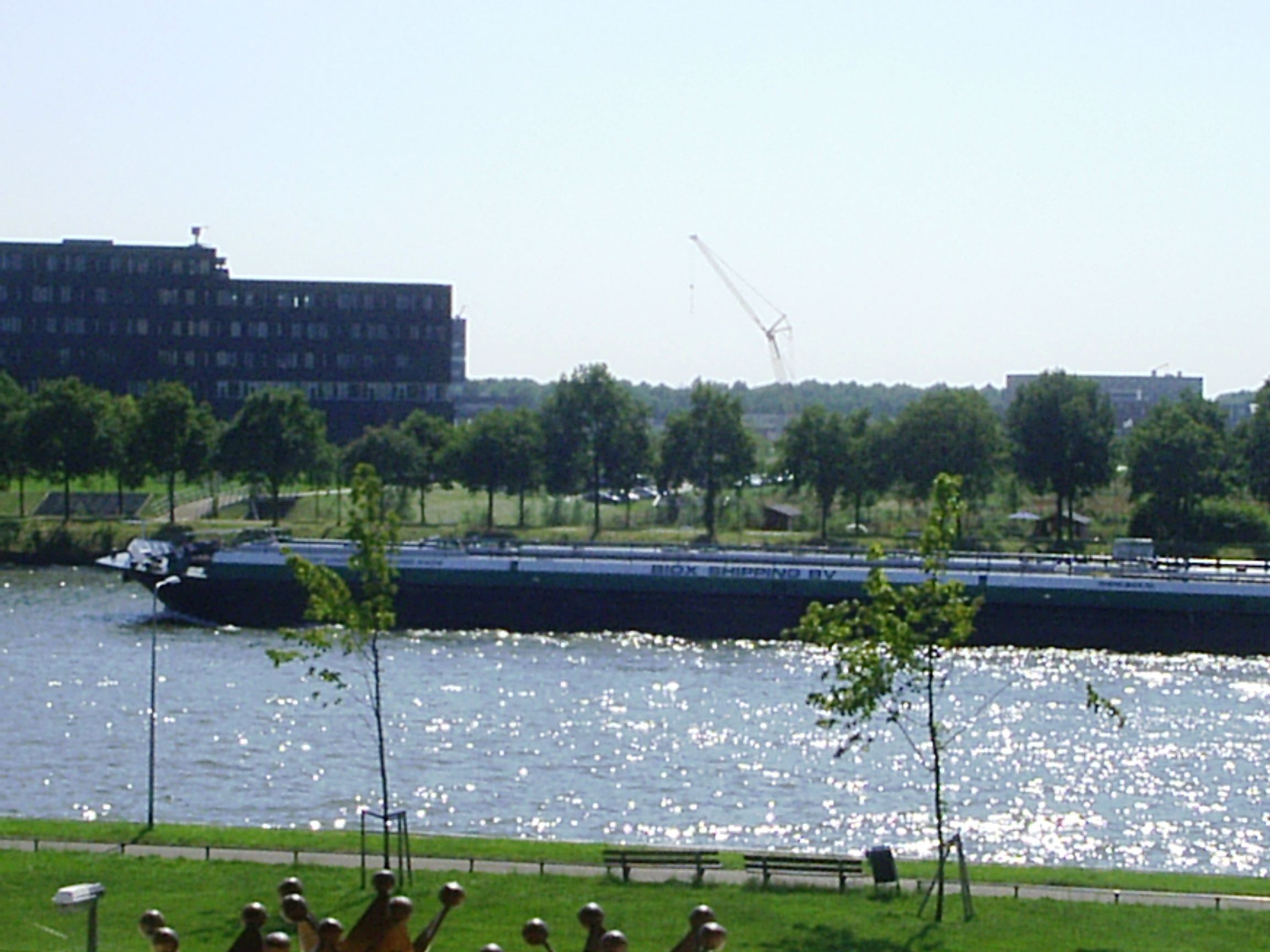
een binnenvaartschip

De Europese vloot telt ongeveer 13.000 binnenvaartschepen, waarvan meer dan de helft in Nederland. De verzekering van binnenvaartschepen in Nederland geschiedt in veel gevallen op de assurantiebeurs; een substantieel deel van de binnenvaartvloot in Nederland is daarnaast verzekerd bij zogenaamde onderlinge verzekeraars. Voor beursverzekeringen is in Nederland de Nederlandse Beurs Casco Polis 2006 (NBCP 2006) ontwikkeld. De NBCP 2006 verzorgt een uniforme wijze van verzekering. Binnenvaartschepen zijn op de NBCP 2006 verzekerd tegen alle van buiten komende onheilen. Aansprakelijkheid is standaard slechts beperkt meeverzekerd, alleen aanvaring met andere schepen en met de kade is verzekerd. Dit kan worden uitgebreid tot een volwaardige aansprakelijkheidsdekking door opname van de Pargo-clausule.

## Verzekering van zeeschepen
Schepen die over zee goederen vervoeren, moeten voldoende verzekerd zijn. De verplichting daartoe steunt op verdragen en regels van de Internationale Maritieme Organisatie (IMO), onder meer het Internationaal Verdrag inzake de wettelijke aansprakelijkheid voor schade door verontreiniging door olie (CLC-verdrag) en het Verdrag inzake beperking van aansprakelijkheid voor maritieme vorderingen  (LLMC-verdrag). 
De verzekering van zeeschepen geschiedt bijna altijd volgens Brits recht en met Engelse verzekeringen. Verzekering van zeeschepen geschiedt doorgaans bij de Lloyd's of London. Gebruikelijk is dat zeeschepen worden verzekerd volgens de Institute Time Clauses Hulls (ITCH) condities. Hoewel er vele varianten van de ITCH bestaan komt de dekking vaak overeen met het oorspronkelijke document,
 wat dekking biedt tegen:
- gevaren van de zee
- brand, explosie
- diefstal met geweldpleging
- lading overboord werpen
- piraterij
- aanvaring met sommige dingen op het land (havens e.d.), uitgekeerd wordt ¾ van de schade
- aardbeving, vulkanische uitbarsting, blikseminslag
- ongelukken tijdens het laden
- barsten van de ketel, breken van de assen, verborgen gebrek in het schip
- achteloosheid van de kapitein, bemanning of loods
- muiterij van de kapitein, officieren of bemanning
- contact met luchtvaartuigen.

Aansprakelijkheid kan optioneel worden meeverzekerd door opname van de clausule Collision Liability of het afsluiten van een separate Excess Liabilities.

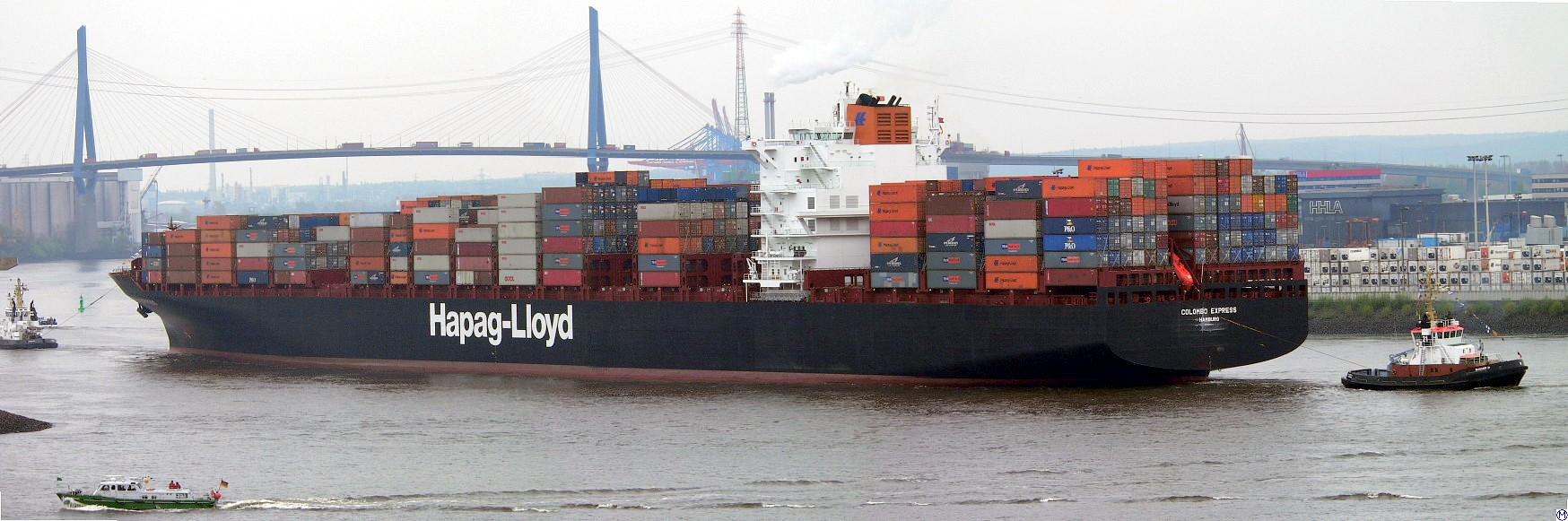
zeeschepen worden vaak verzekerd bij de Lloyd's of London

Op de aparte Institute War en Strikes Clauses Hulls-Time 01-11-1995 kan het oorlogsrisico worden meeverzekerd.
Gedekt is:
- oorlog, burgeroorlog, revolutie, en vijandige handeling door of tegen een oorlogvoerende macht
- neming, inbeslagname, aanhouding, verbeurdverklaring enz.
- achtergebleven mijnen, torpedo’s enz, ook in vredestijd
- stakers
- terroristen
- confiscatie / onteigening.

Clausule 5 Exclusions
Uitgesloten is:
- oorlog tussen twee of meer van de vijf grootmachten (Verenigde Staten, Verenigd Koninkrijk, Rusland, China, Frankrijk)
- oorlog met landen die door het Londense War Risk Rating Committee zijn aangewezen. Vaak kan dit risico wel tegen premieopslag worden verzekerd
- rekwisitie
- confiscatie door het eigen land, of als gevolg van Quarantaine of douanevoorschriften
- normale gerechtelijke procedure
- piraterij
- gevolgen van, of door de uitstoot van, nucleaire brandstof of afval
- veroorzaakt door nucleaire wapens.

Bij oorlog tussen twee of meer van de grootmachten eindigt de dekking automatisch.

## Verzekering van goederen
De eigenaar van de goederen doet er vaak verstandig aan zijn goederen te verzekeren. In welke mate de eigenaar risico loopt hangt af van de overeengekomen incoterm. De incoterms bepalen wanneer het risico overgaat van de verkoper op de koper. Goederen worden vaak verzekerd bij een Engelse verzekeraar of bij de Lloyds of London. In Nederland kunnen goederen worden verzekerd op de assurantiebeurs.
Voor het verzekeren van goederen is internationaal de Institute Cargo Clauses (ICC) ontwikkeld. In Nederland bestaat ook de mogelijkheid tot verzekering op de Nederlandse Beurs Goederen Polis 2006 (NBGP 2006).

### Institute Cargo Clauses
Van de ICC zijn drie varianten ontwikkeld:
1. Institute Cargo Clausus (A): Uitgebreide dekking (vergelijkbaar met de Nederlandse all risks-clausule G13). Alle materiële schade aan of verlies van verzekerde zaken is gedekt.
2. Institute Cargo Clauses (B): Beperkte dekking (vergelijkbaar met de Nederlandse evenementenclausule G14). Dekking voor brand, explosie, stranden, zinken, kapseizen, aanvaring, van de weg geraken, ontsporing, het lossen van de lading in een noodhaven, aardbeving, vulkanische uitbarsting, bliksem, averij grosse opoffering, werpen en overboord spoelen, binnendringen van zee- en rivierwater en totaalverlies van een collo door overboord geraken of door laten vallen tijdens laden en lossen.
3. Institute Cargo Clauses (C): Zeer beperkte dekking. Dekking voor brand, explosie, stranden, zinken, kapseizen, aanvaring, van de weg raken, ontsporing, het lossen van de lading in een noodhaven, averij grosse opoffering, werpen.

Opgemerkt dient te worden dat wanneer de verkoper op grond van de overeengekomen incoterm verplicht is tot het afsluiten van een verzekering deze verplichting slechts geldt voor de Institute Cargo Clauses (C).
Op alle ICC's is uitgesloten:
- opzet door verzekerde
- normale lekkage, -slijtage, - gewichtsverlies
- eigen gebrek
- nucleaire oorlogswapens
- vertraging
- onvoldoende en/of ondeugdelijke verpakking
- schade/ kosten door insolventie

Behalve voor ICC (A) is ook uitgesloten:
- schade door opzettelijke beschadiging kwaadwilligen

Schade door oorlog en stakers kan worden verzekerd door opname van de Institute War Clauses (cargo) en de Institute Strikes Clauses (cargo).

### Nederlandse Beurs-Goederen Polis 2006
De dekking van de NBGP 2006 komt grotendeels overeen met de dekking van de ICC. Op de NBGP kunnen een aantal clausules worden verzekerd:
G13: Onzekere voorvallen, komt overeen met ICC(A)
G14: Evenementen, komt overeen met ICC(B)
M13: Molest, breidt de dekking van G13 en G14 uit met oorlogsrisico.

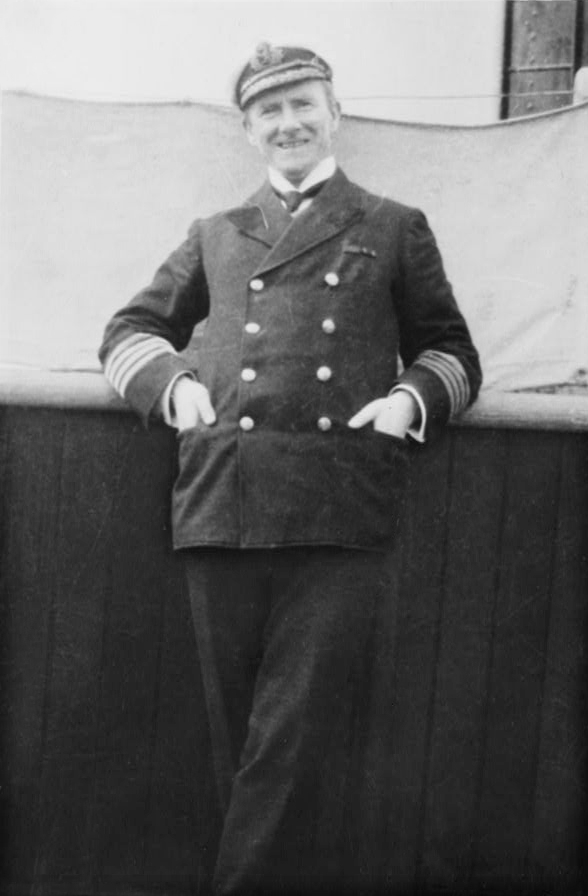
de kapitein van een binnenvaartschip is meestal eigenaar en daarmee aansprakelijk voor beschadiging van de vervoerde goederen

## Vervoerdersaansprakelijkheidsverzekering
Beroepsvervoerders zijn op grond van de wet en (inter)nationale verdragen (zoals de CMR) vaak aansprakelijk wanneer de goederen tijdens het transport verloren gaan of schade oplopen. De vervoerder kan deze risico's afdekken met een vervoerdersaansprakelijkheidsverzekering.
De Nederlandse vervoerdersaansprakelijkheidsverzekering biedt dekking voor aansprakelijkheid voortvloeiend uit:
- bepalingen van wet of verdrag
- condities zoals deze door algemeen erkende vervoersorganisaties zijn gedeponeerd
- andere condities.

Uitgesloten is schade ontstaan door:
- gebrek van de vervoerde zaken
- eigen schuld afzender
- overmacht.

De vervoerder hoeft deze schadegevallen niet te verzekeren omdat de verzender de aansprakelijkheid draagt.
De premie wordt berekend over het laadvermogen of het bruto vrachtbedrag. Er geldt een eigen risico per gebeurtenis en een eigen risico bij ladingdiefstal als er geen voorgeschreven alarm is.

## Pleziervaartuig
De eigenaar van een pleziervaartuig doet er vaak verstandig aan een verzekering af te sluiten tegen aansprakelijkheid. Indien gewenst kan het vaartuig ook worden verzekerd voor diefstal, aanvaring en andere onheilen. Voor kleinere motor- en zeilboten is er vaak dekking op de particuliere aansprakelijkheidsverzekering. In Nederland biedt de particuliere aansprakelijkheidsverzekering dekking voor personenschade veroorzaakt met motorboten met een vermogen van minder dan 4 pk en zeilboten met een zeiloppervlakte tot 16 m². Schade veroorzaakt met kano's, roeiboten en modelboten is altijd meeverzekerd.

## Reisverzekering
Een reisverzekering is een verzekering tegen allerlei risico's die de verzekerde tijdens een vakantie loopt. Vaak is verlies of beschadiging van de bagage en onvoorziene kosten verzekerd.